# Festo (azienda)
La Festo AG & Co. KG è un'azienda tedesca di automazione industriale con sede a Esslingen am Neckar. Ha come sussidiaria la Festo Didactic a Denkendorf (Baden-Württemberg). Produce prodotti meccatronici, in ambito ricerca e sviluppo spazia nella cibernetica.

## Cifre

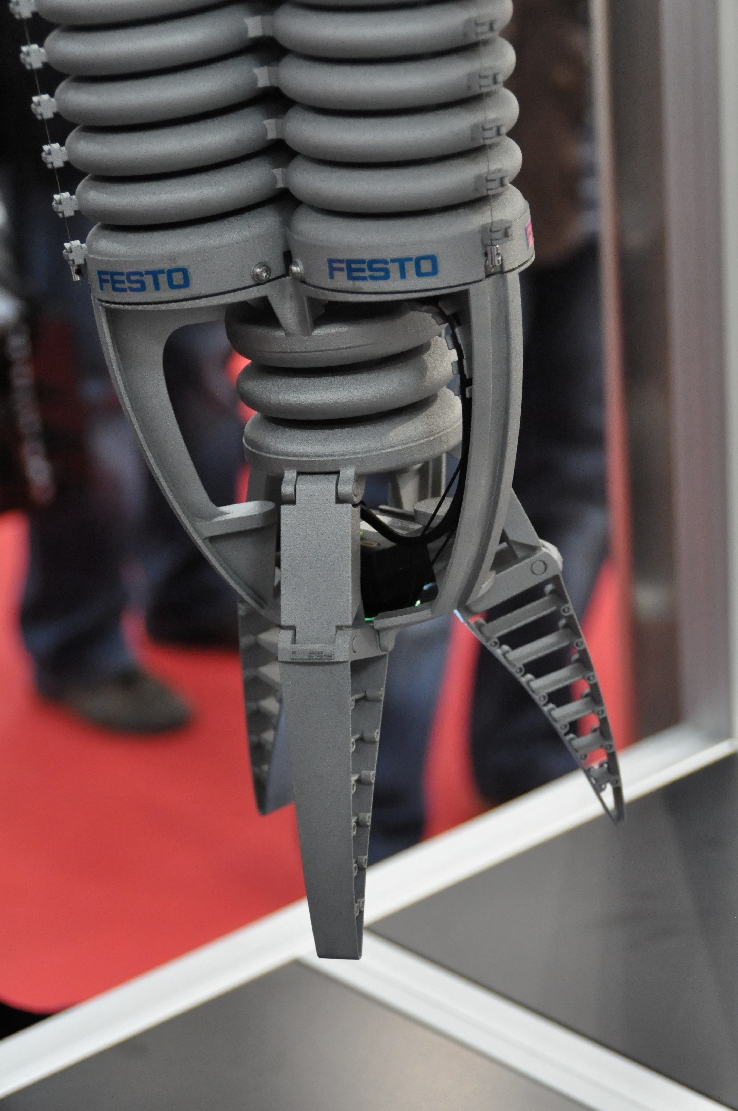
Manipolatore robotizzato

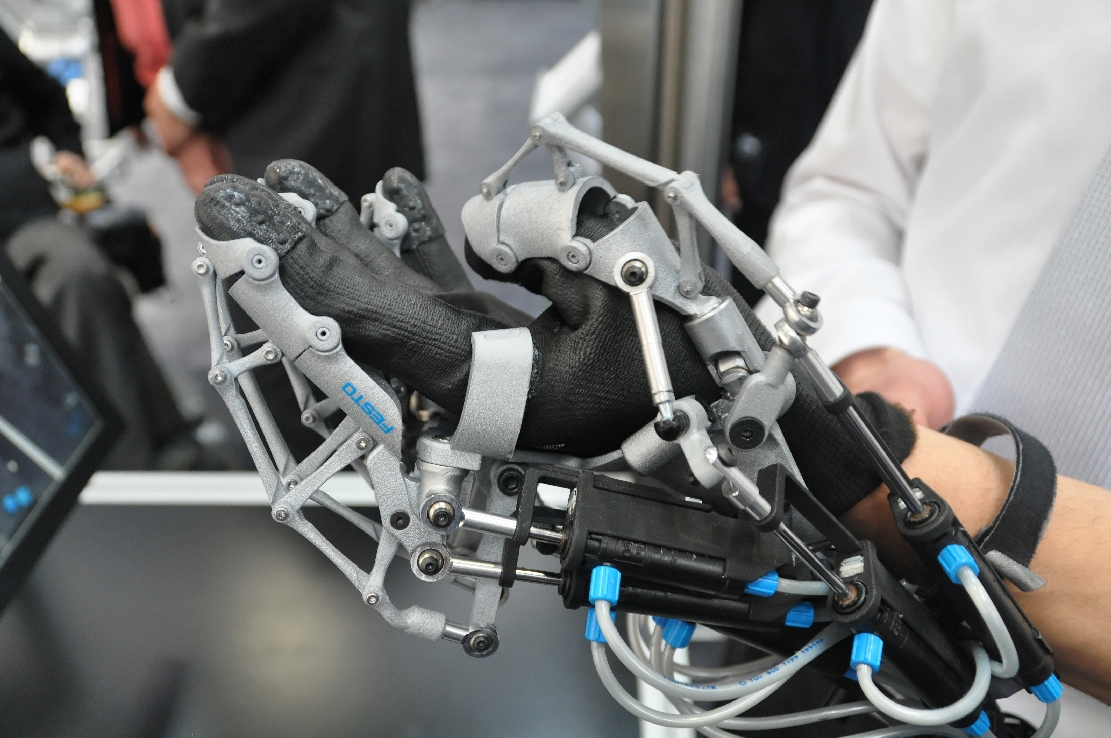
Mano robotizzata servoassistita

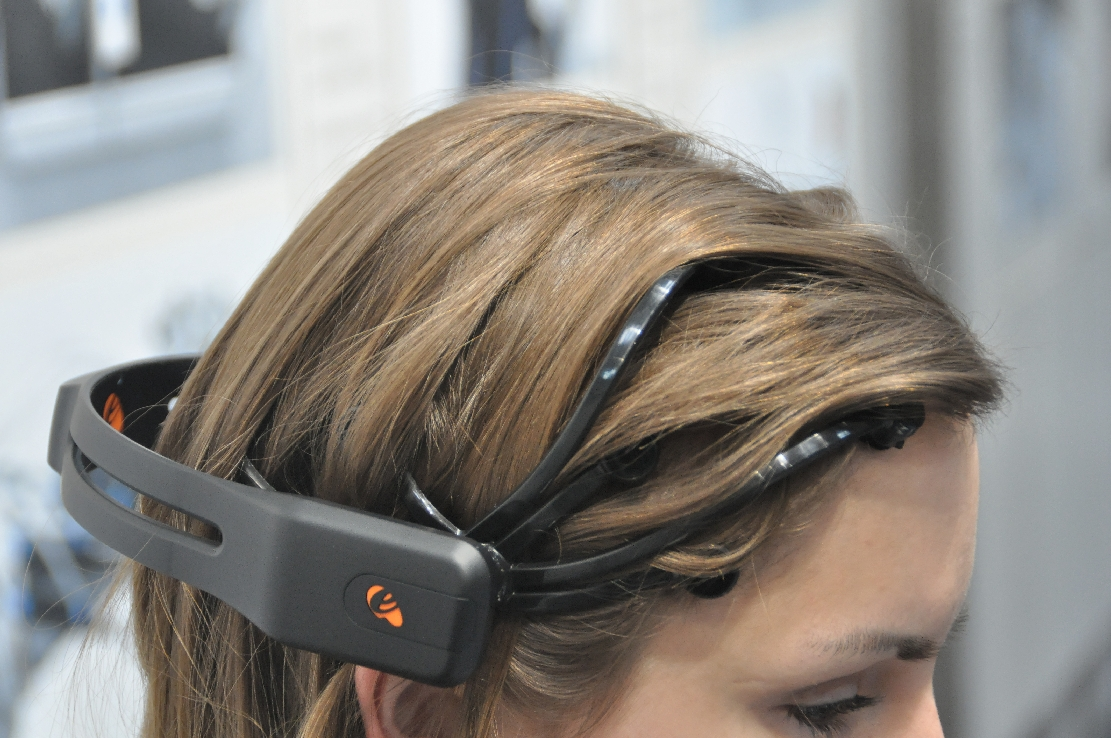
Asservimento con onde cerebrali

Il gruppo conta oltre 20.000 persone nel mondo con 3,1 miliardi di fatturato nel 2018. Accanto al sito di Esslingen am Neckar vi sono quello di Rohrbach (St. Ingbert), Wiebelskirchen e altre in Germania. Nel mondo è presente in 61 paesi con 250 sedi. Oltre il 7% del fatturato è rimesso nella ricerca e sviluppo come nella efficienza energetica e nella industria 4.0.

## Gruppo
- Festo AG & Co. KG
- Festo Vertrieb GmbH & Co.KG
- Festo Didactic SE
- Festo Lernzentrum Saar GmbH
- Festo Microtechnology AG (Svizzera)
- Festo Polymer GmbH
- Festo Chemical Valve Technology GmbH
- Eichenberger Gewinde AG + Eichenberger Motion AG
- Resolto Informatik GmbH[3]

## Storia
Nel 1925 viene fondata a Esslingen da Gottlieb Stoll. Il nome deriva dai soci Albert Fezer e Gottlieb Stoll; Fezer lasciò l'azienda nel 1929. Festo produsse all'inizio macchine per la lavorazione del legno; la divisione specifica dal 2000 viene posta a marchio Festool, nella TTS Tooltechnic Systems.

### Automazione industriale Festo
Negli anni '50 la società diversificò le attività. Kurt Stoll – primogenito di Gottlieb Stoll – capì l'importanza della pneumatica nell'industria, così Festo dal 1956 iniziò a produrre apparecchiature pneumatiche specifiche per l'automazione industriale.
Nel dicembre 2015 Festo acquisisce la Schweizer Eichenberger Gruppe (Eichenberger Gewinde AG e Eichenberger Motion AG), con competenze nel settore delle propulsioni elettromeccaniche. Nell'aprile 2018 viene acquisita la Resolto Informatik GmbH nell'ambito della intelligenza artificiale.

### Festo Didactic
Nel 1965 debutta nel settore dell'istruzione con Lehrmittel und Seminare. Nel 1976 la divisione diventa da Didactic in Festo Didactic collaborando con istituti di istruzione federali (Bundesinstitut für Berufsbildung di Berlino - BiBB). Vengono così create unità didattiche con il BiBB per lel scuole professionali della Germania. Nel 1998 vengono realizzate le unità didattiche Total Productive Maintenance e Lean Management.

### Ricerca
Festo ha creato la Bionic Learning Network. Esempio sono il volatile robotizzato Festo SmartBird e la libellula Festo BionicOpter così come la medusa Air Jelly sostenuta da elio e funzionante con pompe peristaltiche. Air Jelly vince nel 2010 il Designpreis der Bundesrepublik Deutschland. Altri progetti cibernetici sono AirPenguin, Aquapenguin, AquaJelly, AirRay, AquaRay e Airacuda.
Nell'ambito dei Future Concepts la società dal 2013 promuove la potenzialità della superconduttività nell'automazione.

### Festo per l'istruzione
Il fondo Festo Bildungsfonds premia gli studenti meritevoli nel ramo STEM.

## Filmografia
- (DE) Thomas Hoeth, Lernen von der Natur – Die Automatisierer von Festo in Esslingen, Südwestrundfunk, ARD, 2015,  a 29 min 45 s.
- Die Automatisieret von Festo in Esslingen - Made in Südwest, su YouTube, SWR, 20 aprile 2016.